# ریون ساندرز

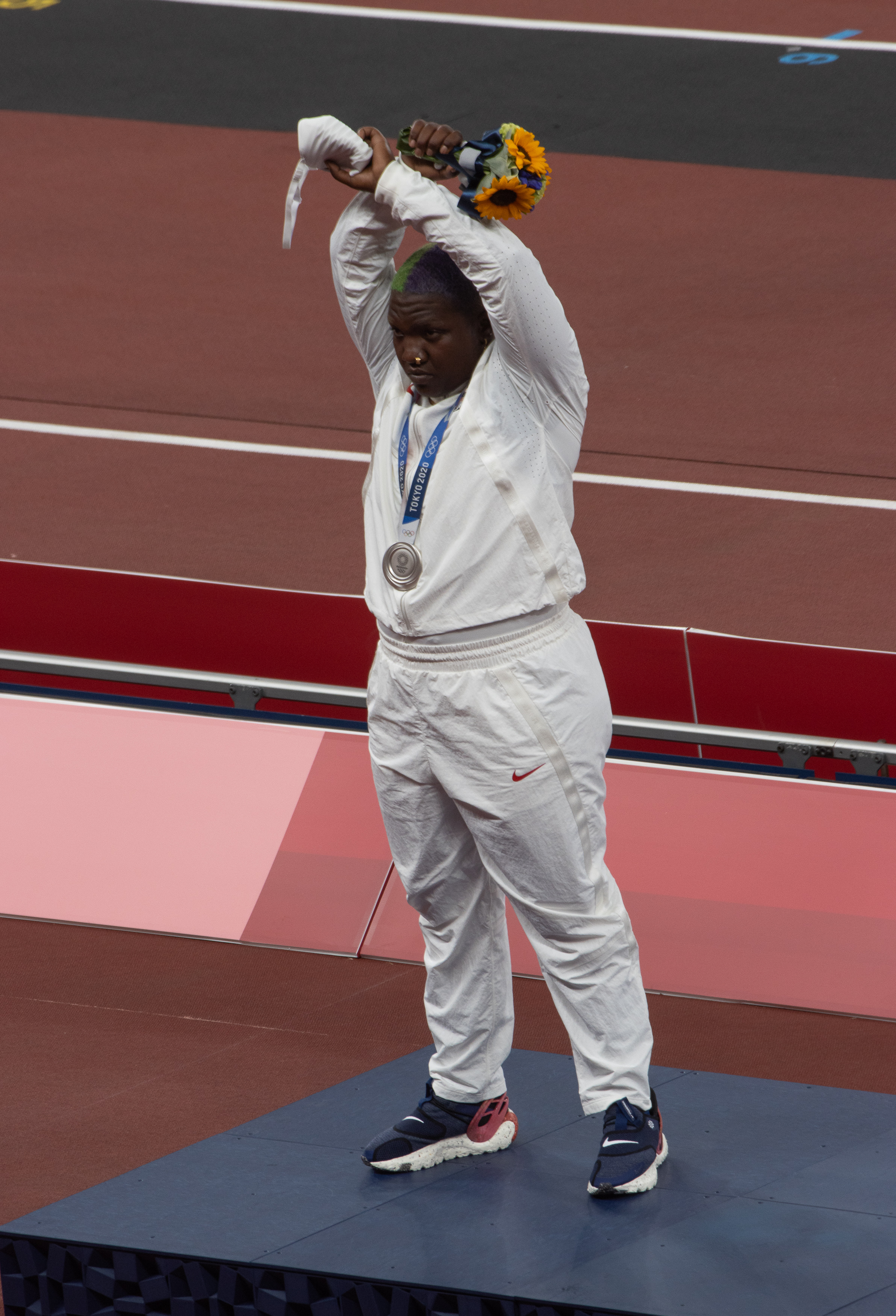
ریون ساندرز در سال ۲۰۲۱

ریون ساندرز (انگلیسی: Raven Saunders؛ زادهٔ ۱۵ مهٔ ۱۹۹۶) پرتاب‌گر وزنه اهل ایالات متحده آمریکا است.
وی در مسابقات کشوری و بین‌المللی در مجموع برندهٔ ۱ مدال نقره شده‌است.